# 19. vestlige længdekreds
Den 19. vestlige længdekreds (eller 19 grader vestlig længde) er en længdekreds, der ligger 19 grader vest for nulmeridianen. Den løber gennem Ishavet, Grønland, Island, Atlanterhavet, det Sydlige Ishav og Antarktis.